# Statheromeris
Statheromeris is een geslacht van vlinders van de familie bladrollers (Tortricidae), uit de onderfamilie Olethreutinae.

## Soorten
- S. atrifracta Diakonoff, 1973
- S. semaeophora Diakonoff, 1973
- S. solomonensis (Bradley, 1957)